# Abraxas paucisignata
Abraxas paucisignata är en fjärilsart som beskrevs av Barend J. Lempke 1951. Abraxas paucisignata ingår i släktet Abraxas och familjen mätare. Inga underarter finns listade i Catalogue of Life.